# Trogloglanis pattersoni
Trogloglanis pattersoni är en fiskart som beskrevs av Eigenmann, 1919. Trogloglanis pattersoni ingår i släktet Trogloglanis och familjen Ictaluridae. IUCN kategoriserar arten globalt som sårbar. Inga underarter finns listade i Catalogue of Life.